# Mateo Gucci

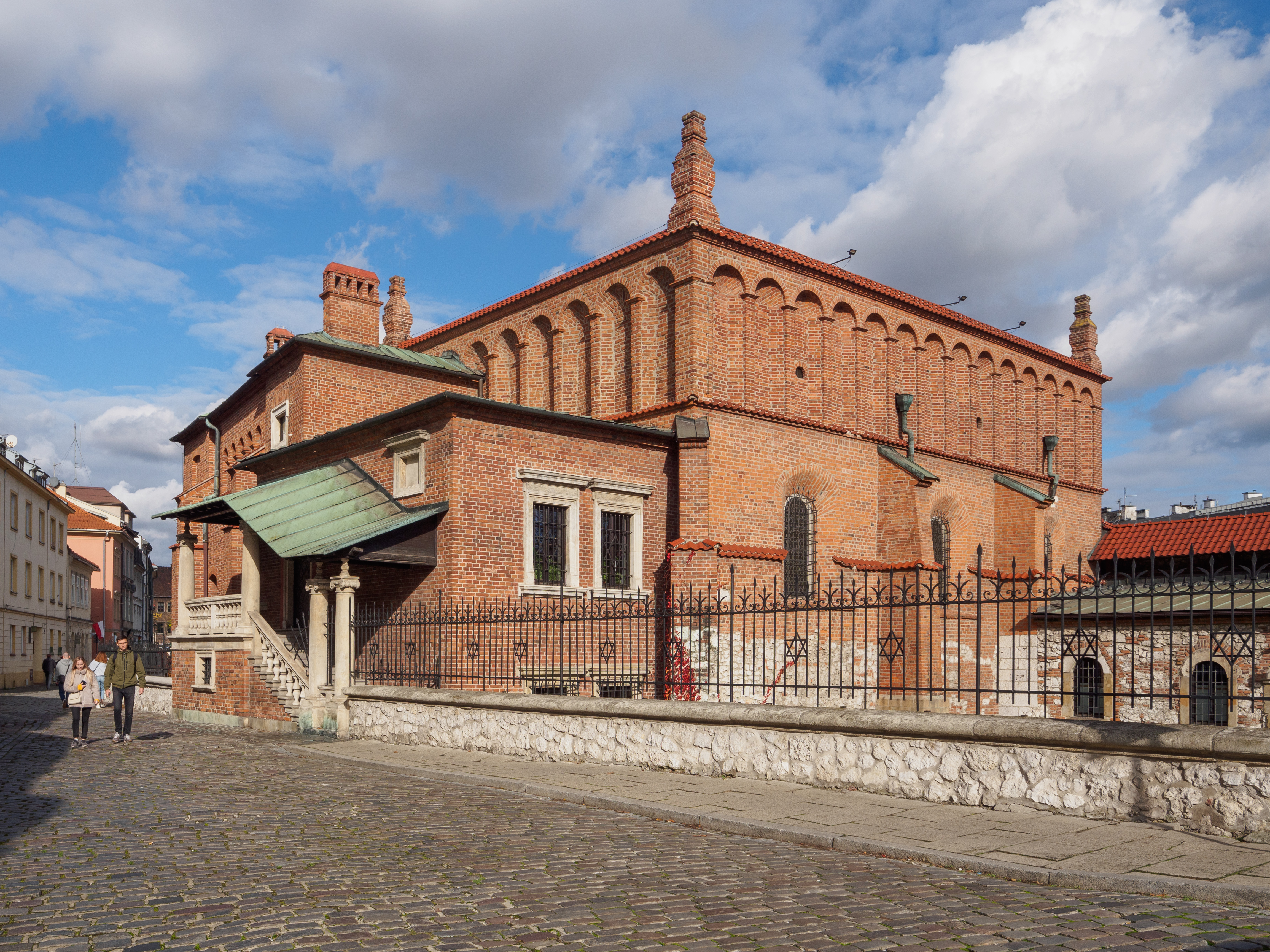
Stara Synagogaw Krakowie

Matteo Gucci lub Mateusz Gucci (zm. 1550) – budowniczy i kamieniarz pochodzenia włoskiego, działający w Polsce w czasie renesansu. 

## Życiorys
Dokonał m.in. przebudowy Synagogi Starej na krakowskim Kazimierzu (krótko przed 1550), prawdopodobnie pracował również na Wawelu. Przypuszczalnie był spokrewniony z rzeźbiarzem i architektem Santim Guccim.